# Ernst Aust
Ernst Aust (* 12. April 1923 in Hamburg-Eimsbüttel; † 25. August 1985 in Müden (Aller)) war ein deutscher Redakteur und Politiker der KPD, Ende 1968 gründete er die KPD/ML.

## Leben
Während des Zweiten Weltkrieges geriet Aust in britische Gefangenschaft. Dort lernte er deutsche Kommunisten kennen. Aust wurde Mitglied der KPD und des „Kulturbundes zur demokratischen Erneuerung Deutschlands“. Ab 1951 arbeitete er als Redakteur der Hamburger Volkszeitung.
1953 übernahm Aust im Parteiauftrag die aus der Bewegung zur Befreiung Helgolands entstandene Küstenzeitschrift Blinkfüer. Aust war ein Gegner der Entstalinisierung und stellte sich im Konflikt zwischen Peking und Moskau auf die Seite der Volksrepublik China und Albaniens. Im Juni 1967 begann Aust mit der Herausgabe der Zeitung Roter Morgen.
Am 31. Dezember 1968 gründete Aust in Hamburg die maoistische KPD/ML – eine der ersten K-Gruppen in Deutschland. Nach dem außerordentlichen Parteitag Ende 1971 wählte ihn die Partei zu ihrem Vorsitzenden.
Später spaltete sich die Partei mehrmals. So überwarf sich Aust bereits 1970 mit Willi Dickhut, dem Redakteur des Theorieorgans Revolutionärer Weg. Dickhut wurde später zum Begründer des KABD, einem Zusammenschluss von KPD/ML (Revolutionärer Weg) und Kommunistischer Arbeiterbund/Marxisten-Leninisten (KAB/ML), aus dem dann 1982 die heutige Marxistisch-Leninistische Partei Deutschlands (MLPD) entstand. Während Dickhut auch nach dem Tod von Mao Zedong ein Maoist blieb, lehnte sich Aust 1978 an den Kurs der albanischen Kommunisten unter Enver Hoxha an. 1974 empfing Hoxha Aust zum ersten Mal in Einzelaudienz.